# Roepera leucoclada
Roepera leucoclada är en pockenholtsväxtart som först beskrevs av Friedrich Ludwig Diels, och fick sitt nu gällande namn av Beier & Thulin. Roepera leucoclada ingår i släktet Roepera och familjen pockenholtsväxter. Inga underarter finns listade i Catalogue of Life.